# Стойка на глава
Стойка на глава, още челна стойка, е вид гимнастическа поза, при която тялото се намира в стабилно, обърнато вертикално положение опирайки се на глава и балансирайки с ръце. Техниката се използва в йога, брейк данс, акробатика и гимнастика за начинаещи.
В хатха йога позата в стойка на глава се нарича ширшасана (на маратхийски: शीर्षासन – Śīrṣāsana) и може да бъде симетрична и асиметрична.
На стойката на главата се приписват различни положителни ефекти върху тялото, като укрепване на коремните мускули, подпомагане на вътрешната секреция на епифизната жлеза, панкреаса и хипофизната жлеза, както и подобряване притока на кръв към белите дробове.